# United States Postal Service
United States Postal Service (USPS) er en selvstændig statslig organisation under den amerikanske regering, etableret i 1775, som er ansvarlig for postomdeling i USA.
I USA har organisationen forskellige populære betegnelser, the post office, the postal service, the mail eller USPS.
USPS ledes af en gruppe, som er udpeget af den amerikanske præsident. Gruppen vælger en generalpostmester, til at fungere som organisationens daglige leder, blandt sine medlemmer.
Organisationen har hovedsæde i Washington, og har pr. 2007 ca. 800.000 ansatte, en omsætning på $ 74.973.000.000 og et nettooverskud på $ 5.142.000.000.

## Postal Inspection Service
U.S. Postal Inspection Service (USPIS) er USAs ældste politietat. Den kan føres tilbage til 1770erne, hvor generalpostmesteren ansatte en specialagent til at undersøge postvæsenet. 
I 1830erne var flere specialagenter ansat for at forhindre og bekæmpe postrøverier.
USPIS efterforsker postrelatere lovovertrædelser. Dette inkluderer tyveri og afsending av ulovlige forsendelser, angreb på postbude og terrorrelaterede hændelser blandt andet afsending af miltbrand og ricin.
Som supplement til civile efterforskere har USPIS  uniformerede tjenestemænd (Postal Police officers), som beskytter store postanlæg, eskorterer værdifulde postforsendelser og udøver andre sikkerhedsopgaver.

## Trivia
Gennem flere år sponserede USPS et professionel cykelhold som havde selskabets navn. Holdet vandt flere titler i cykkelløbet Tour de France med Lance Armstrong som kaptajn. 
Sponsoraftalen sluttede i 2004 og Discovery Channel overtog holdet, som skiftede navn til Discovery Channel Pro Cycling Team.

## Ekstern henvisning
- USPS officielle hjemmeside (engelsk)